# Very Proud of Ya
Very Proud of Ya is het tweede album van de Amerikaanse rockband AFI. Het is het laatste album waarop bassist Geoff Kresge nog lid was van de band. Hij tekende ook het artwork voor deze cd.

## Track listing
1. He Who Laughs Last... - 1:50
2. File 13 - 1:48
3. Wake-Up Call - 1:42
4. Cult Status - 1:57
5. Perfect Fit - 1:58
6. Advances in Modern Technology - 1:40
7. Theory of Revolution - 1:32
8. This Secret Ninja - 2:20
9. Soap Box Derby - 2:25
10. Aspirin Free - 2:45
11. Fishbowl - 1:51
12. Charles Atlas - 2:22
13. Crop Tub - 1:50
14. Consult My Lover - 1:35
15. Take the Test - 1:46
16. Two of a Kind - 1:35
17. Shatty Fatmas - 1:46
18. Yürf Rendenmein - 2:12
19. Cruise Control - 1:11
20. Modern Epic - 1:47

Er staat ook nog een verborgen instrumentaal nummer op de CD, getiteld "No Dave Party". Dit nummer kan gehoord worden door "He Who Laughs Last" terug te spoelen voorbij het begin van het nummer.